# 街頭霸王II -世界勇士-
《街頭霸王II -世界勇士-》（簡称「街霸II」）是日本卡普空公司的一套格鬥遊戲，於1991年2月6日推出。其遊戲中的人物以前作的隆(Ryu)和肯（Ken）為主角，而反派則是维加。遊戲中的角色來自不同國度，有獨特的必殺技、完整防禦和進攻系統。
《街头霸王II》常常被列入遊戲史上最偉大的電子遊戲之一。它被認為是格鬥遊戲的先驅，並仍然被很多純粹主義者認為是該類作品當中最優秀的例子，因它更注重操縱性及可玩性，而不依靠圖像和動畫。特別是其操縱系統，其後的遊戲常常模仿它的系統，包括其他卡普空的格鬥遊戲。
《決戰富士山》和初代的《街头霸王》，這兩款於《街头霸王II》之前發行的單對單格鬥遊戲，已經逐漸為人淡忘。
遊戲中的8個角色分別來自不同國家，玩家可以選擇其一，並與分佈全球的所有角色一一對戰。當所有的角色被打敗後，四個魔王將會逐一挑戰，最終魔王為维加。其中除沙加特以外，其餘三位魔王名字在海外版和日本版不同（如：拳王迈克·拜森因為名字讀音近似當時著名拳王，卡普空為避免遊戲侵犯肖像權，故此改名為巴洛克）。

## 制作
尽管最初的《街头霸王》并没有非常流行，但在《快打旋风》于北美地区取得商业成功之后，卡普空立刻将制作格斗游戏设为高优先级。岡本吉起回忆到，“卡普空最基本的想法是复兴《街头霸王》。一个好的想法可以使其成为最出色的街机游戏”。

## 各衍生版本
- 《街頭霸王II -世界勇士-》，俗称“八人快打”，系列中最初版本。
- 《街头霸王II' -冠军版-》，俗称“十二人快打”，在前作基础上又将四位BOSS作为可选的玩家角色，并对游戏的平衡性做了修正。而且第一次在格斗游戏中加入“2P人物”的概念，使格斗游戏中双方使用同一人物对战成为可能。这是快打诸版本中最经典的一作。在很多家用机上都有移植版。
- 《街头霸王II 极速版》，在冠军版的基础上加快了游戏速度并对各人物的必杀技做了少许调整。从而提高了游戏的爽快感。
- 《超级街头霸王II 新的挑战者》，俗称“十六人快打”。系列从本作起移师CPS-2基板，人物头像和音乐全部重制，增加四位新人物嘉美、飛龍、雷鷹、迪·傑。人物必杀技也做了相当大的改动，如隆增加了一招“火焰波动拳”，拳的重升龙拳增加火属性等等。而且本作在系列中第一次加入了诸如连击、破招等现代格斗游戏的要素。但是由于制作匆忙，角色之间的平衡性较差。
- 《超级街头霸王II X 绝世高人》，再度加强的版本，在前作基础上又加入了气槽和超必杀技的系统，游戏速度也是系列中最快的。最终BOSS由维加改为豪鬼。后来在GBA上有复刻版。
- 《极上街头霸王Ⅱ》，2003年在PS2上推出的15周年纪念版。可以选择使用过去任意一个版本的系统下的人物对战。
- 《终极街头霸王Ⅱ》，2017年在任天堂Switch上推出，加入Evil Ryu，Violent Ken 角色。

此外，还有一些盗版厂商制作的诸如《快打彩虹版》、《降龍》、《屠龍》、《東方不敗版》、《葵花寶典》一类的改版游戏, 推出後大受歡迎, 不過普遍每局較原版貴一倍或以上。
這些盜版廠商製作的改版其特色之處是在遊戲中可以隨意轉換角色、以及在空中都能使出必殺技，而且部分只能埋身肉搏攻擊角色也可遠程攻擊。而《降龍》方面，名稱源自大中華地區流行的金庸武俠小說中最絕頂的武功「降龍十八掌」，進入遊戲時就出現巨大的「降龍」兩字。而且開戰時人物浮在空中，以及昇龍拳一使出便有不少波動拳出現。
這些盜版廠商製作的遊戲出現後，使《街頭霸王Ⅱ 極速版》在香港、台灣沒有那麼受注目。

## 影响
《街头霸王II》被认为是最具有影响力的游戏之一，以及最为重要的格斗游戏之一。1991年发行的《街头霸王II》通常被认为对于格鬥类游戏具有变革性。

## 聯乘合作
2022年4月20日，服裝品牌CLOT與《街头霸王II》合作出推出限量版街機及主題服飾。
推出超過三十年後，於2022年6月28日，「The Strong 天然水 Sparkling」( SUNTORY 三得利旗下飲料)將與《街头霸王II》合作，推出網頁AR遊戲與宣傳影片等一系列活動。

## 外部連結
- Killer List of Videogames上的《街頭霸王II -世界勇士-》
- StrategyWiki上的《Street Fighter II》指引
- The Making of Street Fighter II at insert credit
- Street Fighter II art at FightingStreet.com （页面存档备份，存于）